# Ламбей (остров)
Остров Ламбей (в переводе со старонорвежск. языка «остров ягнят», др.‑ирл. Rechru, ирл. Reachra, англ. Lambay) — небольшой остров недалеко от берега в Ирландском море. Это самый крупный остров у восточного побережья Ирландии, а также самая крайняя восточная точка страны. Административно относится к графству Дублин. До сих пор является частным владением семьи Баринг.

## География
Площадь острова — 2,5 км², высота над уровнем моря — 127 метров. Крутые утёсы окаймляют северные, восточные и южные берега острова, более низменны они только на западе, где имеется бухта. Геологически сложен магматическими породами, сланцами и известняками.

## История
Остров получил печальную известность после того, как в 1854 году у его берегов произошло кораблекрушение лайнера Tayleur.

## Население
Население — 6 человек (2011). На острове есть гольф-клуб и замок для семьи и гостей.